# 1700 au Canada
Pour un article plus général, voir Chronologie du Canada.
Cet article traite des événements qui se sont produits durant l'année 1700 au Canada.

## Événements
- 10 janvier : La compagnie de la Baie du Nord perd le monopole de la traite des fourrures chez les Français à la baie d’Hudson, au profit de la Compagnie de la Colonie[1].
- 26 janvier : Vers 21 h, un gigantesque tremblement de terre déplace la côte occidentale du Canada et des États-Unis le long de la zone de subduction de Cascadia, sur plus de 966 km depuis l’Île de Vancouver jusqu’au Cap Mendocino[2].
- 5 juillet : Mort du gouverneur de Villebon. Claude-Sébastien de Villieu devient gouverneur de l’Acadie par intérim[3].
- 30 octobre : Gédéon de Catalogne est engagé par le père  Dollier de Casson pour entreprendre la construction du canal de Lachine sur l’île de Montréal[4]. Ces travaux seront plus tard abandonnés.

- Fondation de Memramcook en Acadie[5].
- La population de l’Acadie compte un peu plus de 1 400 habitants[6].

## Naissances
- Michel-Ange Duquesne de Menneville, gouverneur de la Nouvelle-France († 17 septembre 1778).
- Louis Groston de Bellerive de Saint Ange, officier et commandant de fort († 1774).
- 30 mars : Thomas Pichon, espion français au service des anglais († 25 novembre 1781).
- 17 juin : François-Marie Bissot de Vincennes, explorateur et militaire († 25 mars 1736).
- 12 juillet : Claude-Antoine de Bermen de La Martinière, officier militaire († 24 décembre 1761).

## Décès

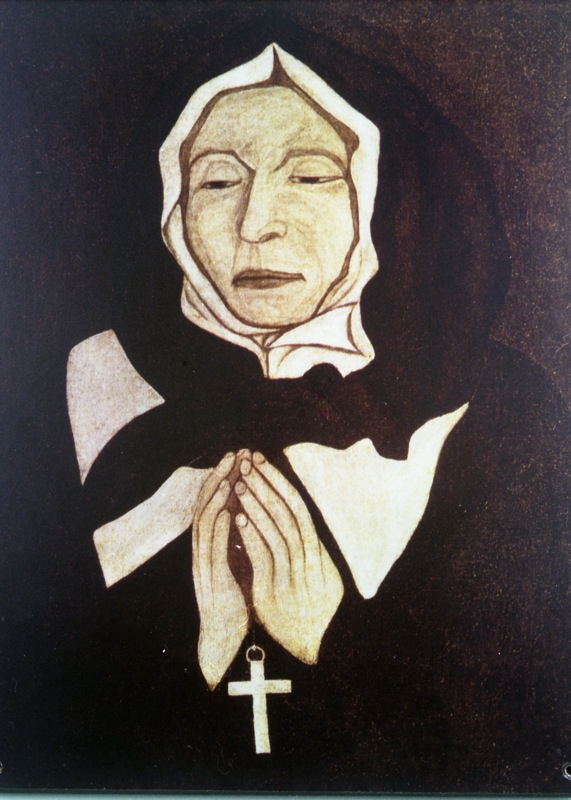
Marguerite Bourgeoys

- Louis Boulduc, soldat et colon (° 1648).
- 12 janvier : Marguerite Bourgeoys, fondatrice de la Congrégation de Notre-Dame de Montréal (° 17 avril 1620).
- 15 janvier : Gilles Pinel, pionnier.
- 16 février : Pierre Blais, pionnier (° 1640).
- 22 mai : Louis Jolliet, explorateur (° 21 septembre 1645).
- 5 juillet : Joseph Robineau de Villebon, gouverneur de l'Acadie (° 22 août 1655).
- 20 novembre : Charles-Joseph d'Ailleboust des Musseaux, militaire et administrateur (° juin 1621).
- 4 décembre : Henri de Bernières, curé de Québec (° 1635).